# Ronald H. Petersen
Ronald (Ron) H. Petersen (n. 1934 ) es un botánico, micólogo, y liquenólogo estadounidense. Trabaja académicamente en el Dto. de Botánica, de la Universidad de Tennessee.

## Algunas publicaciones
- ronald h. Petersen, karen w. Hughes. 2010. The Xerula/Oudemansiella Complex (Agaricales). Nova Hedwigia: Beiheft 137. Ed. J. Cramer, 625 pp. ISBN 3443510590

- ---------------------------, ------------------------. 2004. A preliminary monograph of Lentinellus (Russulales). Bibliotheca mycologica 198. Ed. ilustrada de J. Cramer, 268 pp. ISBN 3443591000

- ---------------------------. 1988. The clavarioid fungi of New Zealand. DSIR bull. 236 de Fauna of New Zealand. Ed. ilustrada de Science Information Pub. Centre, Dept. of Sci. & Industrial Res. 170 pp.

- ---------------------------. 1981. Ramaria subgenus Echinoramaria. Bibliotheca mycologica 79. Ed. ilustrada de J. Cramer, 261 pp.

- ---------------------------. 1975. Ramaria subgenus Lentoramaria with emphasis on North American taxa. Bibliotheca mycologica 43. Ed. J. Cramer, 161 pp.

- ---------------------------. 1971. The Genera Gomphus and Gloeocantharellus in North America. Ed. Cramer, 114 pp.

## Honores
Miembro de
- Mycological Society of America, y Pte. de 1993 a 1994
- La abreviatura «R.H.Petersen» se emplea para indicar a Ronald H. Petersen como autoridad en la descripción y clasificación científica de los vegetales.[1]